# Santa Catarina Masahuat
Santa Catarina Masahuat (en náhuat Masawat) es distrito localizado en el departamento de Sonsonate, El Salvador. De acuerdo al Censo de Población y Vivienda de 2024, tiene 12 067 habitantes.
| Censo | Población | Cambio | Porcentaje |
| ----- | --------- | ------ | ---------- |
| 2007  | 10 076    | N/D    | N/D        |
| 2024  | 12 067    | 1 991  | 19.8%      |

## Historia
El poblado es de origen prehispánico pipil. Durante la época colonial perteneció a la Alcaldía Mayor de Sonsonate, y dentro de ella en 1770 hacía parte del curato de Nahuizalco.

### Pos-independencia
En 1824 pasó a formar parte del departamento de Sonsonate.
En el informe de mejoras materiales del departamento de Sonsonate hecho por el gobernador Teodoro Moreno en el 21 de junio de 1854, notó: "Se preparan materiales para construcción del cabildo."
En el informe del 6 de septiembre el gobernador Tomás Medina, notó: "Se acopia material suficiente para reparar la Iglesia, y se continúa la compostura de los caminos de una manera sólida."
Hacia 1859 el poblado estaba habitado por 676 personas, época en la cual los lugareños se dedicaban a la elaboración de petates. Sufrió los estragos de un terremoto acaecido en la zona el año 1915, y en 1932, los del Levantamiento Campesino.

## Información general
El distrito cubre un área de 30,92 km² y su cabecera tiene una altitud de 720 m s. n. m. El topónimo náhuat Masahuat significa «Río abundante en venados» o «Río de los poseedores de venados», Hoy todavía hay hablantes nativos del náhuat .
- Barrio las flores
- Barrio El Rosario
- Barrio El Calvario
- Barrio San José
- Barrio La Cruz

## Lotificaciones
- Lotificacion Santa Anita
- Lotificacion Santa Rita
- Lotificacion Las Flores
- Lotificacion San Cayetano
- Lotificacion El Balsamar

## Asentamientos
- Nueva Santa Catarina
- El Milagro de Dios
- San Miguel Arcángel

## Cantones
- Cuyuapa
- Las Peñas
- El Matazano
- San Rafael

## Fiestas patronales
Las fiestas patronales del distrito de Santa Catarina Masahuat se celebran en honor a la patrona Catalina de Alejandría, celebración que comprende del 17 de noviembre al 25 del mismo mes. La alcaldía de este distrito da un mayor realce a los festejos.